# Mokkan

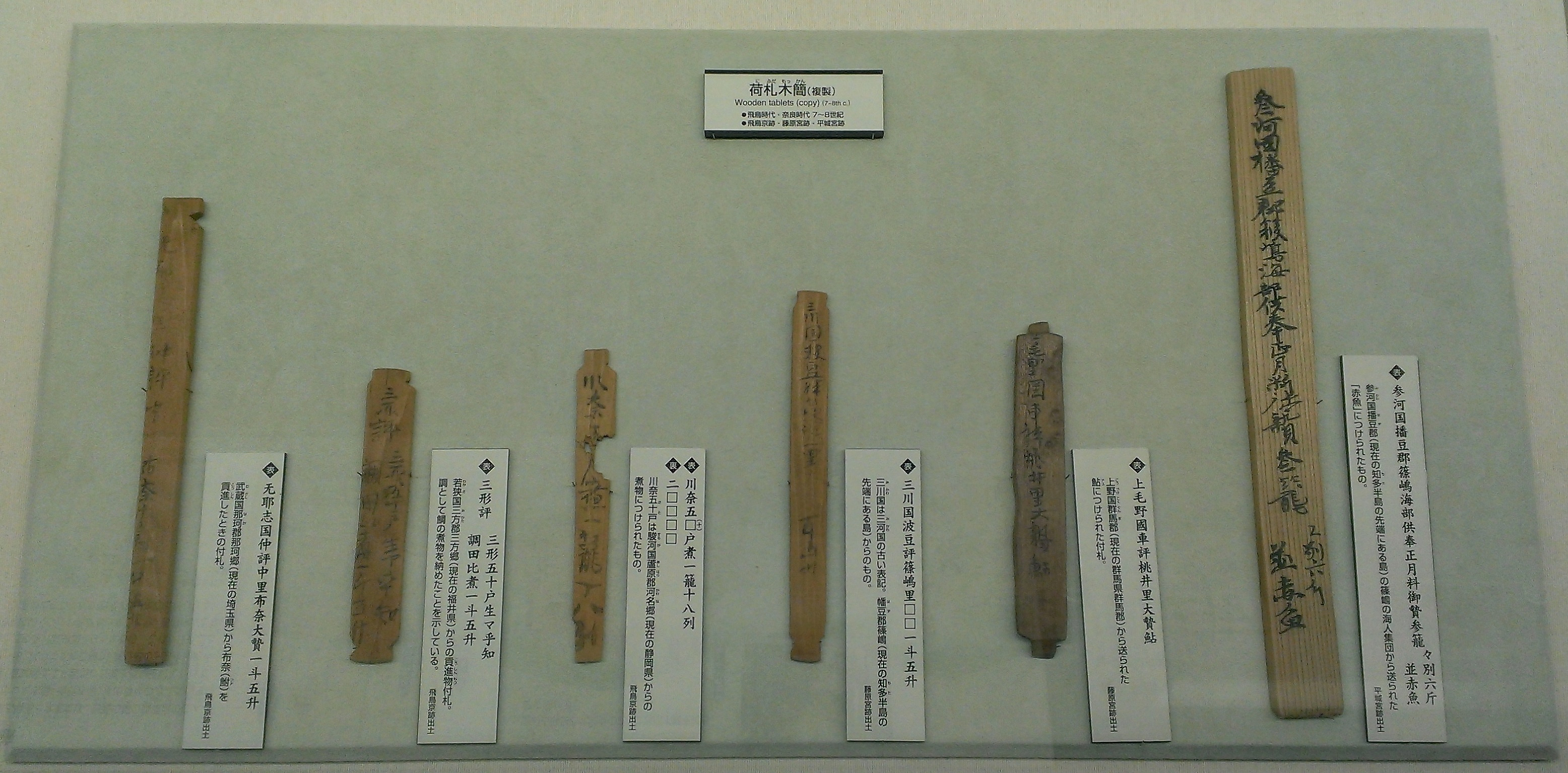
Mokkan uit de Nara-periode, 7e-8e eeuw, gevonden bij opgravingen van Heijo paleis

Mokkan (木簡) zijn houten stroken van verschillende groottes waarop ambtenaren uit premodern Japan allerlei korte boodschappen schreven. Vooral  in de vroeg historische Naraperiode (710-794) schreef men vaak op mokkan, maar ze werden nog gebruikt tot in de Tokugawaperiode (1603-1868). Deze houten latjes vormden een nuttig alternatief voor papier dat erg kostbaar was in die tijd. Op de mokkan  noteerde men informatie die niet bedoeld was om lang te bewaren, in tegenstelling tot historische documenten zoals de Nihonshoki. De informatie die ze bevatten over dagelijkse bezigheden en transacties helpt om bepaalde gaten in de historische documenten op te vullen.

## Kenmerken en gebruik
Mokkan zijn dunne stroken hout, vaak bamboe. Zowel de grootte  als de vorm van de stroken varieert. Over het algemeen hebben mokkan een lengte tussen 10 en 25 centimeter en een breedte van 2 tot 3 centimeter. Onderzoekers onderscheiden ook verschillende vormen mokkan. Zo zijn er gewone rechthoekige mokkan, maar er zijn er ook die een inkeping hebben bovenaan of eindigen in een punt.
Op deze houten stroken schreef men boodschappen. Deze boodschappen werden met inkt geschreven op beide zijden van de houten stroken. Hout was niet enkel goedkoper dan papier, het had ook het voordeel dat het opnieuw beschreven kon worden nadat er een laagje afgeschaafd was. Wat alle boodschappen op mokkan gemeen hebben is dat ze erg kort zijn en enkel geschreven werden om hun directe praktische nut. Hierin verschillen ze van historische documenten die bedoeld waren om in verdere toekomst te getuigen van historische gebeurtenissen en daarom vaak herschreven en ook gekopieerd werden.
Mokkan werden niet voor geschiedschrijving gebruikt, maar wel  voor uiteenlopende andere doeleinden. Vaak werden ze gebruikt als labels en werden ze met taksgoederen vanuit verschillende provincies naar de hoofdstad gestuurd. Mokkan werden ook teruggevonden in paleizen waar ze gebruikt werden om  richtlijnen te geven in verband met het vervoeren van mensen en goederen in het paleis. Andere mokkan werden dan weer gebruikt door ambtenaren om gegevens bij te houden in verband met bouwmaterialen en de constructie van gebouwen. Verder heeft men ook mokkan terug gevonden waar men kalligrafie op oefende.

## Belang
Er zijn op mokkan verschillende soorten boodschappen terug te vinden met elk hun eigen belang. Ze hebben waarde op socio-economisch, geografisch, linguïstisch en artistiek vlak.

### Socio-economische waarde
Bepaalde mokkan hebben een socio-economische waarde. Dat zijn vooral de mokkan die als label voor goederen werden gebruikt. Deze labels werden vanuit verder gelegen provincies naar het toenmalige politieke centrum gezonden. Ze vormen een bewijs dat het Ritsuryo-systeem wel degelijk heeft gewerkt in de Naraperiode. De mokkan zijn een bron van informatie over welke taks er werd geheven en ze bewijzen ook dat die taksen betaald werden door de bevolking. In de Naraperiode functioneerde het Ritsuryo-systeem nog. Pas later, vanaf het eind van de Naraperiode, takelde het systeem af en bestond het enkel nog op papier.
De mokkan hebben ook een sociale waarde. Ze bevatten plaatsnamen, de precieze producten die vervoerd werden, namen van belangrijke mensen en hun rangen en titels. Via mokkan weten we wat personen van een bepaalde rang aten en over welke rijkdom ze beschikten. Zo heeft men in 1988 zo'n 35000 mokkan gevonden op een site die men aan de hand van de mokkan kon identificeren als de vroegere residentie van prins Nagaya. De mokkan verschaften de onderzoekers inzicht in het dagelijkse leven van de prins en de inwoners van zijn paleis. De korte boodschappen verwijzen naar huishoudelijke organisatie en wie er in dienst stond van de prins: klerken, bedienden, ambachtslieden zoals soetra kopiisten, schilders, bronssmeden. Verder beschikt men over informatie over de eetgewoontes van de prins. Hij liet ijs halen uit ijsgrotten en van over het hele rijk liet hij zeevruchten transporteren naar zijn paleis. Deze extravagante levensstijl steekt erg af bij het magere dieet waarmee de lagere ambtenaren moesten toekomen. Mokkan vormen dus een belangrijke bron van informatie om meer te weten te komen over het sociologische aspect van het dagelijks leven.

### Geografische waarde
Mokkan verschaffen vaak informatie over de plaats waar ze gevonden worden. Ze vertellen meer over de historische waarde en de ligging van die plaats. De boodschappen op de mokkan vermelden een heel aantal plaatsnamen en ook welke goederen naar welke steden werden vervoerd. Zo kan men aan de hand van mokkan de archeologische site die men blootlegt identificeren.
Een voorbeeld daarvan is Nagaoka. Historici waren het lang oneens over het belang en de ligging van deze plaats. Bepaalde historici vermoedden dat Nagaoka ooit een even belangrijke hoofdstad was als Nara en Heian. Maar hiervoor was in de historische documenten weinig bewijs terug te vinden. Aan het eind van de twintigste eeuw deed men opgravingen waarbij een heel aantal mokkan blootgelegd werden. Deze mokkan vormden bewijs van de ligging en het bestaan van de tot dan toe vergeten hoofdstad, Nagaoka.

### Linguïstische waarde
De boodschappen op mokkan leren onderzoekers ook meer over hoe de Japanse taal gegroeid is. Ze hebben een zekere linguïstische waarde. De boodschappen op mokkan zijn geschreven rond de 8e eeuw. De taal die men gebruikte, bevond zich dus nog in een vroeg stadium van het Japans. De tekens die men gebruikte waren enkel de Kanji, overgenomen uit China. Maar de grammaticale volgorde van de zinnen was wel Japans. Hiragana vindt men niet terug op mokkan, omdat het pas later is uitgevonden.

### Artistieke waarde
Mokkan hebben ook een artistieke waarde, ze zijn meer dan louter documenten. Het samengaan van de specifieke vormen van de houtstroken en de in kalligrafie geschreven boodschappen, maakt hen nu tot kunstvoorwerpen. Maar bepaalde mokkan zijn ook in de Naraperiode gecreëerd als kunstobject. Zo zijn er voorbeelden van komische schetsen die door sommigen als een vroege vorm van manga worden bekeken. Ook vindt men mokkan terug waar kalligrafie op geoefend is. Hiervoor waren de houten latjes heel handig, omdat je makkelijk een laagje kon weg schuren en zo opnieuw kon tekenen op hetzelfde stuk hout. Ook zijn er mokkan teruggevonden waarop de vroegste Japanse landschapsschilderijen staan afgebeeld. Men vermoedt dat kunstenaars soms op mokkan schetsten om te oefenen voor hun uiteindelijke kunstwerk.

## Onderzoek
Voor onderzoek naar mokkan is er een nauwe samenwerking nodig tussen archeologen en historici. Waar historici vooral geïnteresseerd zijn in de geschreven woorden, kunnen de archeologen door de houten stroken zelf veel ontdekken over de plaats waar ze gevonden zijn. De belangrijkste functie van de mokkan is dat ze de site waar ze gevonden zijn en ook de functie van die plaats, helpen identificeren. Om een plaats te kunnen identificeren aan de hand van mokkan, moeten de fragmentarische boodschappen van mokkan samengevoegd en in hun context bestudeerd worden. Om dit te bereiken heeft men databanken opgericht.

### Enkele belangrijke archeologische sites
De meeste mokkan zijn gevonden in en rondom het machtscentrum van de Naraperiode. Dat machtscentrum omvat de centrale provincies rondom de oude keizerlijke hoofdsteden te Fujiwara, Nara, Nagaoka en Kyoto. Maar er zijn ook aanzienlijke aantallen mokkan gevonden in verder gelegen provincies. Zij helpen de verschillende plaatselijke overheidsinstallaties van de Naraperiode en het toenmalige Ritsuryo-systeem te identificeren.
In 1988 heeft men op verschillende sites mokkan ontdekt die een bijdrage hebben geleverd bij het historisch onderzoek op die plaatsen. Zo vond men bijvoorbeeld 50.000 mokkan te Nara in de buurt van een achtste-eeuws paleis. Dit enorme aantal overtrof de vorige opgravingen van mokkan en hielp het paleis, de vroegere bewoners en hun gewoonten te identificeren. Een andere vondst, ook in 1988 deed men net buiten de Todai-ji tempel in Nara. De mokkan konden onder meer informatie verschaffen over hoe de Daibutsu, een 20,5 meter hoog beeld van Boeddha, geconstrueerd is in de Naraperiode.

### Databanken
Omdat mokkan buiten Japan amper voorkomen, is het onderzoek erg plaatselijk. De onderzoeken naar mokkan worden gevoerd door het 'Nara National Research Institute for Cultural Properties'. De onderzoekers hebben een  online databank aangemaakt van alle mokkan en hun boodschappen. Deze databank is doorzoekbaar op vorm, vindplaats en inhoud van de mokkan.
Een bepaalde datum, gebruik van kalligrafie of het gebruik van bepaalde karakters kan voor archeologen en historici al belangrijke informatie betekenen.  Door de online databank kan alle informatie snel gedeeld en opgezocht worden, wat het onderzoek vooruithelpt.

## Voetnoten
1. ↑  De lengte van de stroken varieert naargelang de lengte van de boodschap.
2. ↑  In de Naraperiode was dat politieke centrum Heijo-kyo te Nara.  Daar werden in 710 het hof en de regeringsdiensten officieel geïnstalleerd.
3. ↑  Prins Nagaya leefde van 684-729 en was de kleinzoon van keizer Tenmu. Hij was een hoog geplaatste minister aan het hof van keizer Shōmu.
4. ↑  Behalve in Japan zijn er ook gelijkaardige stroken met tekst op teruggevonden in China en Korea.